# Campeonato Goiano 2004
In 2004 werd het 61ste Campeonato Goiano gespeeld voor voetbalclubs uit Braziliaanse staat Goiás. De competitie werd georganiseerd door de FGF en werd gespeeld van 18 januari tot 18 april. CRAC werd kampioen.

## Eerste fase

### Groep A
| Plaats | Club             | Wed. | W  | G | V | Saldo | Ptn. |
| ------ | ---------------- | ---- | -- | - | - | ----- | ---- |
| 1.     | Goiás            | 17   | 13 | 1 | 3 | 37:18 | 40   |
| 2.     | Jataiense        | 17   | 10 | 4 | 3 | 36:17 | 34   |
| 3.     | Grêmio Inhumense | 17   | 6  | 5 | 6 | 23:22 | 23   |
| 4.     | Anapolina        | 17   | 6  | 4 | 7 | 27:23 | 22   |
| 5.     | Itumbiara        | 17   | 5  | 5 | 7 | 24:31 | 20   |
| 6.     | Novo Horizonte   | 17   | 6  | 4 | 7 | 30:36 | 19   |

|  | Geplaatst voor tweede fase |

### Groep B
| Plaats | Club        | Wed. | W  | G | V  | Saldo | Ptn. |
| ------ | ----------- | ---- | -- | - | -- | ----- | ---- |
| 1.     | Vila Nova   | 17   | 11 | 3 | 3  | 34:11 | 36   |
| 2.     | CRAC        | 17   | 11 | 2 | 4  | 33:17 | 35   |
| 3.     | Goiatuba    | 17   | 4  | 7 | 6  | 22:29 | 19   |
| 4.     | Anápolis    | 17   | 5  | 2 | 10 | 22:40 | 17   |
| 5.     | Rioverdense | 16   | 3  | 4 | 9  | 20:28 | 13   |
| 6.     | Real        | 16   | 1  | 1 | 14 | 20:56 | 4    |

|  | Geplaatst voor tweede fase |
|  | Degradatie                 |

## Tweede fase
In geval van gelijkspel wint de club met de beste notering in de competitie.
|  | Halve finale | Halve finale | Halve finale |   |      | Finale | Finale | Finale |
|  |              |              |              |   |      |        |        |        |
|  | CRAC         | 3            | 0            |   |      |        |        |        |
|  | Goiás        | 0            | 2            |   |      |        |        |        |
|  | Goiás        | 0            | 2            |   | CRAC | 1      | 3      |        |
|  |              |              |              |   | CRAC | 1      | 3      |        |
|  |              | Vila Nova    | 2            | 0 |      |        |        |        |
|  | Jataiense    | Vila Nova    | 2            | 0 | 2    | 0      |        |        |
|  | Jataiense    |              |              |   | 2    | 0      |        |        |
|  | Vila Nova    | 2            | 0            |   |      |        |        |        |

### Kampioen
| Campeonato Goiano de 2004 |
| Goiás                     |
| ------------------------- |
| CRAC Kampioen (2° titel)  |